# Władysław Starewicz
Władysław Starewicz (även förryskat: Владислав Старевич, Vladislav Starevitj och förfranskat: Ladislas Starewitch; andra stavningar förekommer), född 8 augusti 1882 i Moskva i Kejsardömet Ryssland, död 26 februari 1965 i Fontenay-sous-Bois i Frankrike, var en polsk filmregissör, docktillverkare och animatör, med ryskt och sedermera franskt medborgarskap. 
Starewicz etablerade sig i den tidiga ryska filmindustrin men flyttade efter oktoberrevolutionen till Paris. Hans tidiga verk kännetecknas delvis av döda insekter och uppstoppade djur som animerats, men även av detaljrika dockor och utstuderade, mjuka rörelser. Många av filmerna är fabler och utmärker sig med en ironisk och ibland mörk humor. Bland hans mest framstående verk finns kortfilmerna Kameramannens hämnd (1912) och Fétiche (1934), samt långfilmerna Den magiska klockan (1928) och Le roman de Renard (1937).

## Filmografi

### Kaunas, 1909–1910
- Nad Niemnem (1909)
- Zycie Ważek (1909)
- Walka żuków (1909)
- Piękna Lukanida (1910)

### Moskva, 1911-1918
- Kameramannens hämnd (Miest Kinomatograficheskovo Operatora, 1911)
- Rozhdyestvo obitatelei lyesa (1911)
- Strekoza i muravei (1911)
- Aviacionnaya nedelya nasekomykh (1912)
- Strashnaia myest (1912)
- Noch' pered rozhdestvom (1912)
- Veselye scenki iz zhizni zhivotnykh (1912)
- Puteshestvie na lunu (1912)
- Ruslan i ludmilla (1913)
- Notj pered Rozjdestvom (1913)
- Snegurochka (1914)
- Pasynok marsa (1914)
- Kayser-gogiel-mogiel (1914)
- Troika (1914)
- Fleurs fanees (1914)
- Le chant du bagnard (1915)
- Portret (1915)
- Liliya bel'gii (1915)
- Eto tyebye prinadlezhit (1915)
- Eros i psyche (1915)
- Dvye vstryechi (1916)
- Le faune en laisse (1916)
- O chom shumielo morie (1916)
- Taman (1916)
- Na varshavskom trakte (1916)
- Vij
- Pan Twardowski (1917)
- Sashka-naezdnik (1917)
- K narodnoi vlasti (1917)
- Kaliostro (1918)
- Yola (1918)
- Sorotchinskaia yarmaka (1918)
- Maiskaya noch (1918)
- Stella maris (1918)

### Paris 1920–1965
- Dans les griffes de l'araignee (1920)
- Le mariage de Babylas (1921)
- L'epouvantail (1921)
- Les grenouilles qui demandent un roi (1922)
- La voix du rossignol (1923)
- Amour noir et blanc (1923)
- La petite chanteuse des rues (1924)
- Les yeux du dragon (1925)
- Le rat de ville et le rat des champs (1926)
- La cigale et la fourmi (1927)
- La reine des papillons (1927)
- Den magiska klockan (L'horloge magique, 1928)
- La petite parade (1928)
- Le lion et le moucheron (1932)
- Le lion devenu vieux (1932)
- Fétiche (1933)
- Fétiche prestidigitateur (1934)
- Fétiche se marie (1935)
- Fétiche en voyage de noces (1936)
- Fétiche chez les sirenes (1937)
- Le roman de Renard (1937)
- Zanzabelle a Paris (1947)
- Fleur de fougere (1949)
- Gazouilly petit oiseau (1953)
- Gueule de bois (1954)
- Un dimanche de Gazouilly (1955)
- Nez au vent (1956)
- Carrousel boreal (1958)
- Comme chien et chat (1965)